# Камянка (Остроленцький повіт)
Камянка (пол. Kamianka) — село в Польщі, у гміні Жекунь Остроленцького повіту Мазовецького воєводства.
Населення — 242 особи (2011).
У 1975-1998 роках село належало до Остроленцького воєводства.

## Демографія
Демографічна структура станом на 31 березня 2011 року:
|          | Загалом | Допрацездатний вік | Працездатний вік | Постпрацездатний вік |
| -------- | ------- | ------------------ | ---------------- | -------------------- |
| Чоловіки | 122     | 25                 | 90               | 7                    |
| Жінки    | 120     | 23                 | 73               | 24                   |
| Разом    | 242     | 48                 | 163              | 31                   |